# اختطاف الذئب
اختطاف الذئب (باليابانية: おおかみかくし، بالروماجي: Ōkami Kakushi) هي رواية مرئية يابانية، تم تطويرها من قبل كونامي لأجهزة بلاي ستيشن بورتبل، صدرت في 20 اغسطس عام 2009. أنتجت إلى مسلسل أنمي تلفزيوني من قبل أي آي سي، عرض في 7 يناير عام 2010 واستمر عرضه حتى 25 مارس عام 2010، على تلفزيون تي بي إس، وتكون من 12 حلقة.

## القصة
تدور أحداث القصة عن هيروشي كوزومي هو فتى عمره 15 عامًا انتقل مؤخرًا إلى بلدة جديدة في الجبال، تنقسم المدينة إلى شوارع جديدة وقديمة ويفصل بينها نهر، سكان البلدة ودودون تجاه هيروشي بشكل غير عادي، على الرغم من أن هيروشي مرتبك ولكنه يستمتع بحياته الجديدة، يتعرف هيروشي على التقاليد والأساطير المحلية للمدينة، وأبرزها تلك المتعلقة بأرواح الذئاب. يلاحظ هيروشي شيء غامض يحدث، الناس يختفون في ظروف غامضة، وينتقل الطلاب فجأة إلى مدارس أخرى، حاول هيروشي في البداية أن يتجاهل الأمر، لكنه سرعان ما رأى فتاة تحمل منجل ضخم مع أشخاص يرتدون أقنعة غريبة يقتلون شخصًا قيل إنه انتقل، سرعان ما ينجذب هيروشي إلى الأسرار التي يخفيها سكان المدينة منذ فترة طويلة.

## الشخصيات
هيروشي كوزومي (باليابانية: 九澄 博士، بالروماجي: Kuzumi Hiroshi)
أداء صوتي: يو كوباياشي
نيمورو كوشينادا (باليابانية: 櫛名田 眠، بالروماجي: Kushinada Nemuru)
أداء صوتي: ماريا إيسي
إيسوزو تسوموهانا (باليابانية: 摘花 五十鈴، بالروماجي: Tsumuhana Isuzu)
أداء صوتي: إميري كاتو
مانا كوزومي (باليابانية: 九澄 マナ، بالروماجي: Kuzumi Mana)
أداء صوتي: ساكي فوجيتا
كانامي أساغيري (باليابانية: 朝霧 かなめ، بالروماجي: Asagiri Kaname)
أداء صوتي: ماي فوتشيغامي
الذئب الأبيض كانو (باليابانية: 白狼観音، بالروماجي: Hakurō Kannon)
ميوكي ماشو (باليابانية: 洗う ミユキ، بالروماجي: Washu Miyuki)
أداء صوتي: كاتسويوكي كونيشي
كاوري مانا (باليابانية: マナ カオリ، بالروماجي: Mana Kaori)
أداء صوتي: يوكو غوتو
شونيتشيرو ساكاكي (باليابانية: 榊 俊一郎، بالروماجي: Sakaki Shunichirou)
أداء صوتي: كوجي يوسا
إيسي تسوموهانا (باليابانية: 摘花一誠، بالروماجي: Tsumuhana Issei)
أداء صوتي: نوبوهيكو أوكاموتو
ماساكي كوزومي (باليابانية: 九澄 マサキ، بالروماجي: Kuzumi Masaki)
أداء صوتي: كيجي فوجيوارا

## وصلات خارجية
- الموقع الرسمي باللغة اليابانية
- موقع الأنمي الرسمي باللغة اليابانية
- اختطاف الذئب في قاعدة بيانات الرواية المرئية